# 天涯咫尺
《天涯咫尺》是2008年拍摄的一部年代剧，由孙淳、剧雪、吴竞、 耐安等主演。主要讲述20世纪30年代中国纷乱时期资本家龙笑之的情感纠葛 。

## 演员
- 孙　淳 饰 龙笑之
- 剧　雪 饰 齐冠男
- 吴　竞 饰 林慧如
- 耐　安 饰 唐娜樱
- 浦　蒲 饰 林慧珊
- 尚于博 饰 龙贯一
- 宋　宁 饰 龙鸣二
- 何明翰 饰 龙遵三
- 宫　哲 饰 龙素四
- 迟　佳 饰 龙守五
- 任　重 饰 齐冠昌
- 徐菁遥 饰 郭翠翠
- 鲁昕儿 饰 云　娟
- 钱　代 饰 向海生
- 李昕颐 饰 姚凤娥
- 涂中如 饰 郭海峰
- 吴秀波 饰 刘　金
- 丁　军 饰 刘荣贵
- 朱德承 饰 蔡　泉

## 主题曲
- 作词:黄建州
- 作曲:郑楠
- 专辑:夏雨诗